# Туфопісковик
Туфопісковик (рос. туфопесчаник, англ. tuff-sandstone, нім. Tuffsandstein m) – вулканогенна уламкова гірська порода з крупністю зерен від 0,1 до 1 мм, що складається з осадового теригенного матеріалу з домішкою пірокластичного (10 - 50%).